# ديفريم لينجناو
ديفريم لينجناو (مواليد 1998) هي ممثلة ألمانية، أشتهرت لقيامها بدور إليزابيث إمبراطورة النمسا في مسلسل الإمبراطورة .

## وصلات خارجية
- ديفريم لينجناو على موقع IMDb (الإنجليزية)
- ديفريم لينجناو على موقع قاعدة بيانات الفيلم (الإنجليزية)
- ديفريم لينجناو على موقع كينوبويسك (الروسية)